# Codex Palatinus germanicus 17

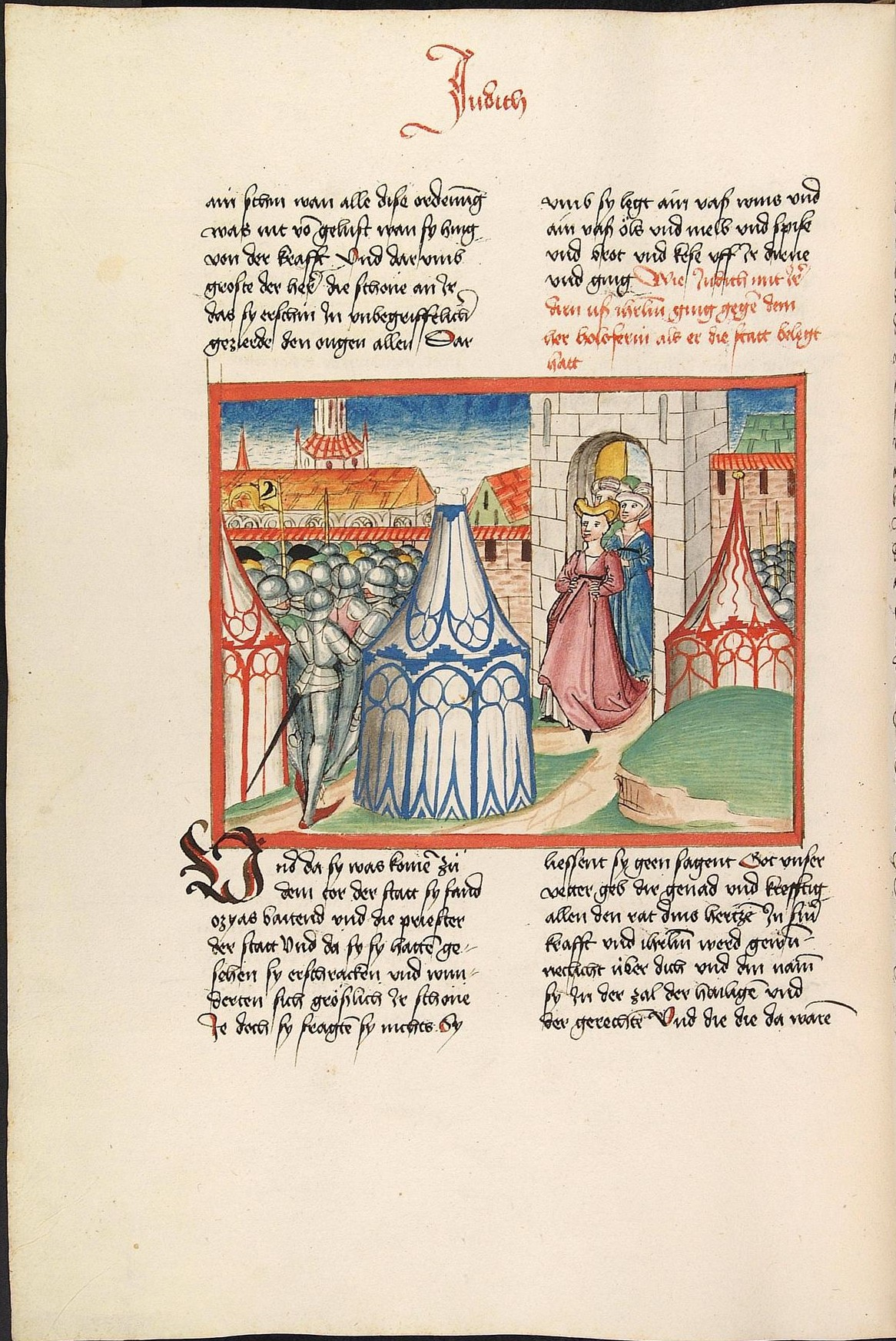
Cod. Pal. germ. 17, Blatt 252v: Buch Judit – Judit und ihre Dienerinnen verlassen Betulia, um ins Lager des Holofernes zu gehen

Der Codex Palatinus germanicus 17 ist eine spätmittelalterliche Handschrift der ehemaligen Bibliotheca Palatina in Heidelberg. Der Codex gehört zu den Codices Palatini germanici, den deutschsprachigen Handschriften der Palatina, die seit 1816 in der Universitätsbibliothek Heidelberg aufbewahrt werden; Signatur der UB-Heidelberg und gängige fachwissenschaftliche Bezeichnung ist Cod. Pal. germ. 17 (Kurzform: Cpg 17).
Die Bilderhandschrift ist der zweite Band einer in drei Teilbänden überlieferten deutschsprachigen Bibel mit Schriften des Alten Testaments; der erste (Cod. Pal. germ. 16) und der dritte Band (Cod Pal. germ. 18) sind ebenfalls in Heidelberg erhalten.
Alle drei Codices wurden 1477 im Auftrag von Margarethe von Savoyen von der Werkstatt des Ludwig Henfflin produziert, vermutlich in Stuttgart.
Dieser zweite Band enthält den zweiten Teil der biblischen Geschichtsbücher und das Buch Hiob.

## Beschreibung

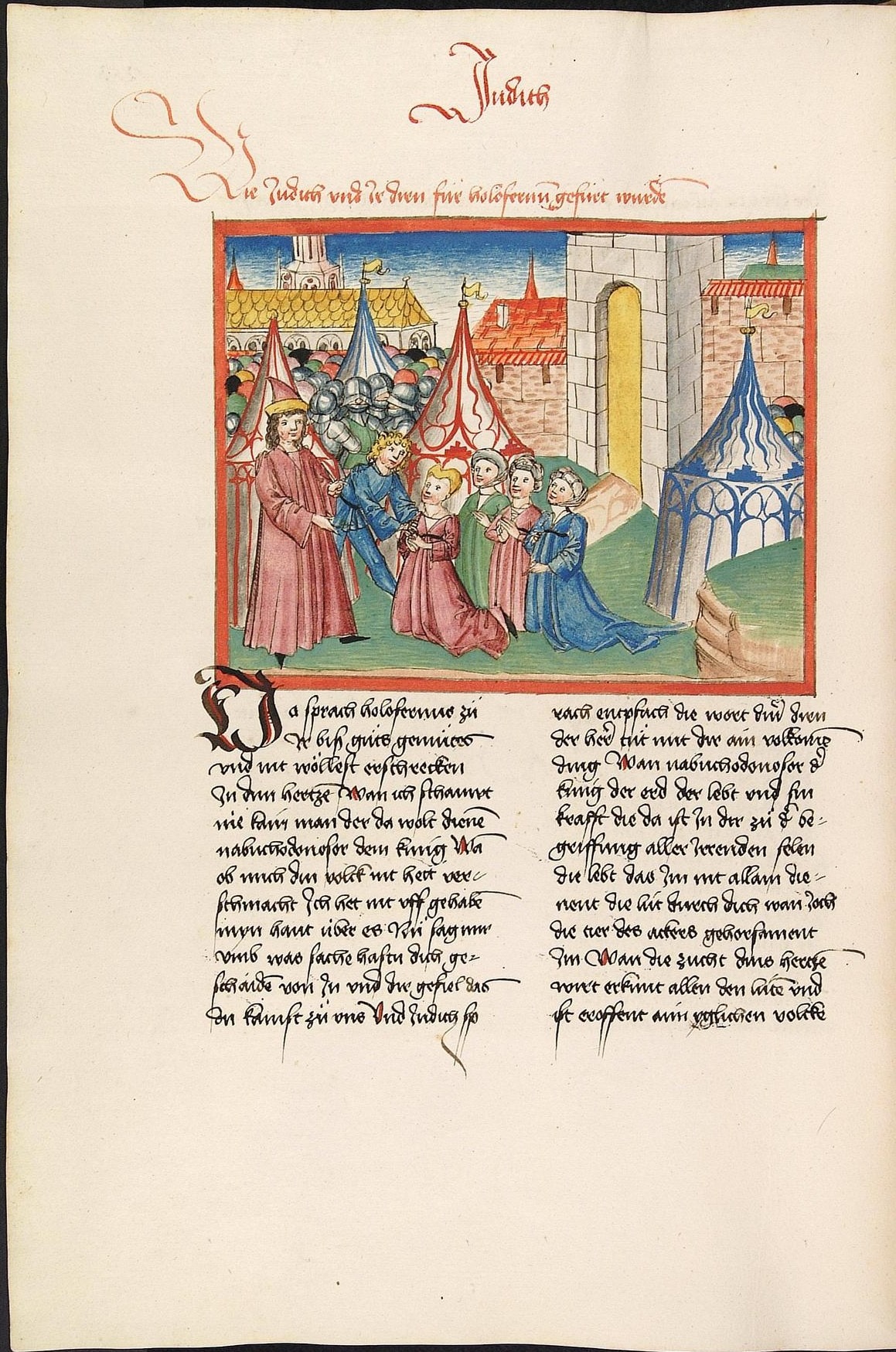
Cod. Pal. germ. 17, Blatt 253v: Buch Judit – Judit kniet mit gefalteten Händen und in Begleitung von drei ihrer Dienstmädchen vor Holofernes

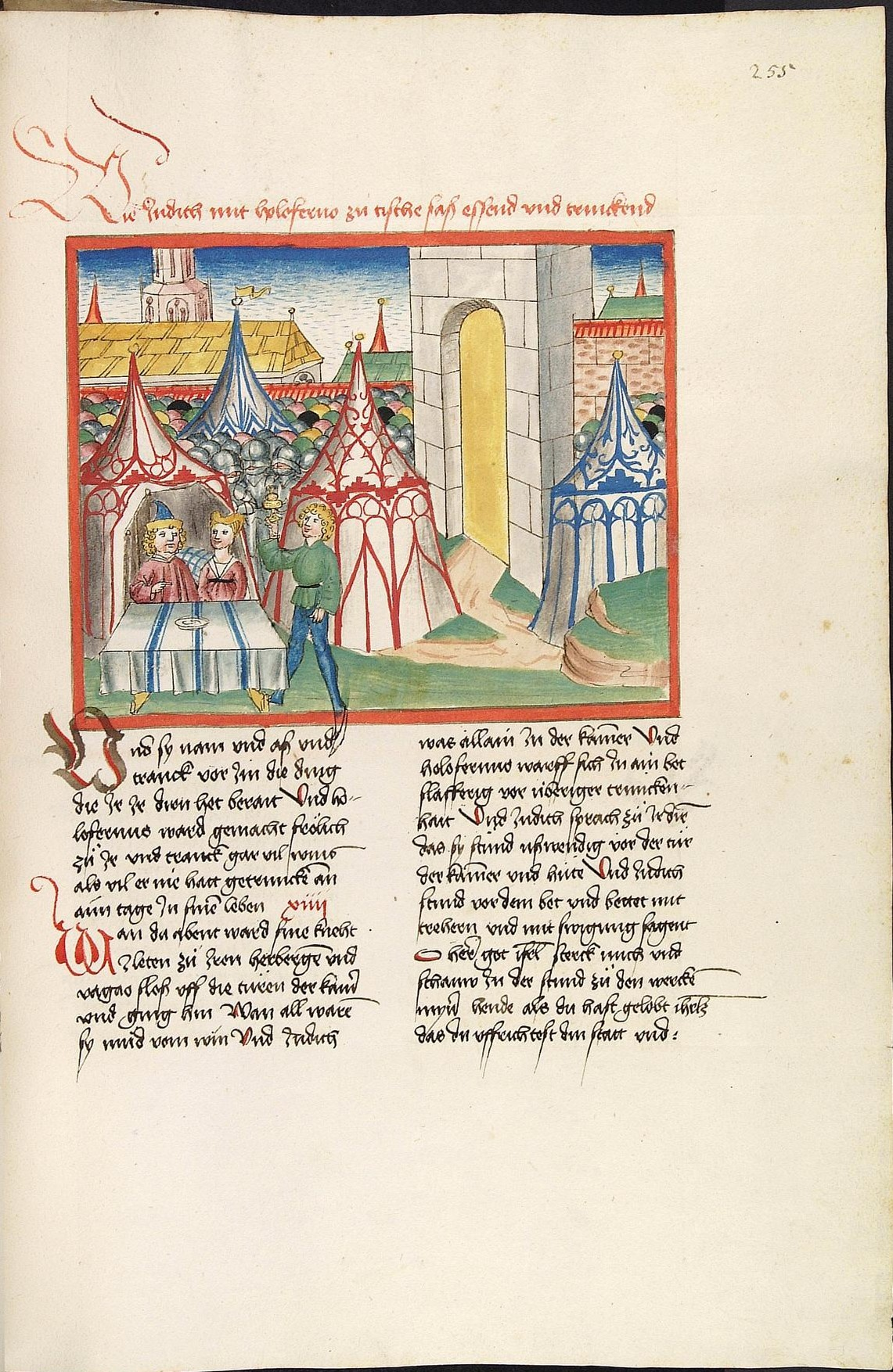
Cod. Pal. germ. 17, Blatt 255r: Buch Judit – Judit und Holofernes sitzen vor dem offenen Zelt des Holofernes an einem Tisch, im Hintergrund das Heereslager und Mauern und Gebäude der belagerten Stadt Betulia

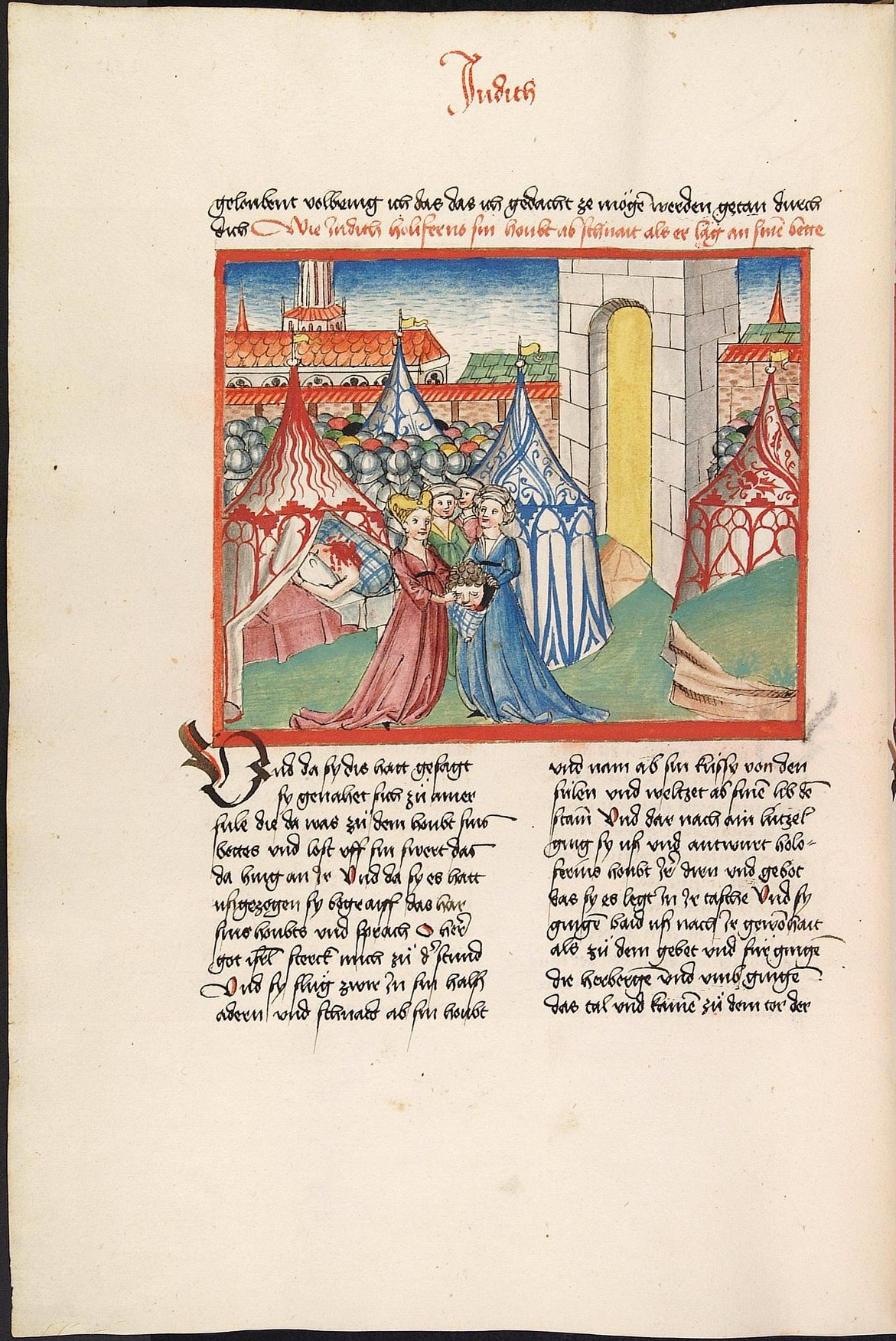
Cod. Pal. germ. 17, Blatt 255v: Buch Judit – Judit und ihre drei Dienerinnen stecken das Haupt des Holofernes in den Bezug eines Kopfkissens, links das offene Zelt des Holofernes mit dem kopflosen Rumpf auf dem Bett

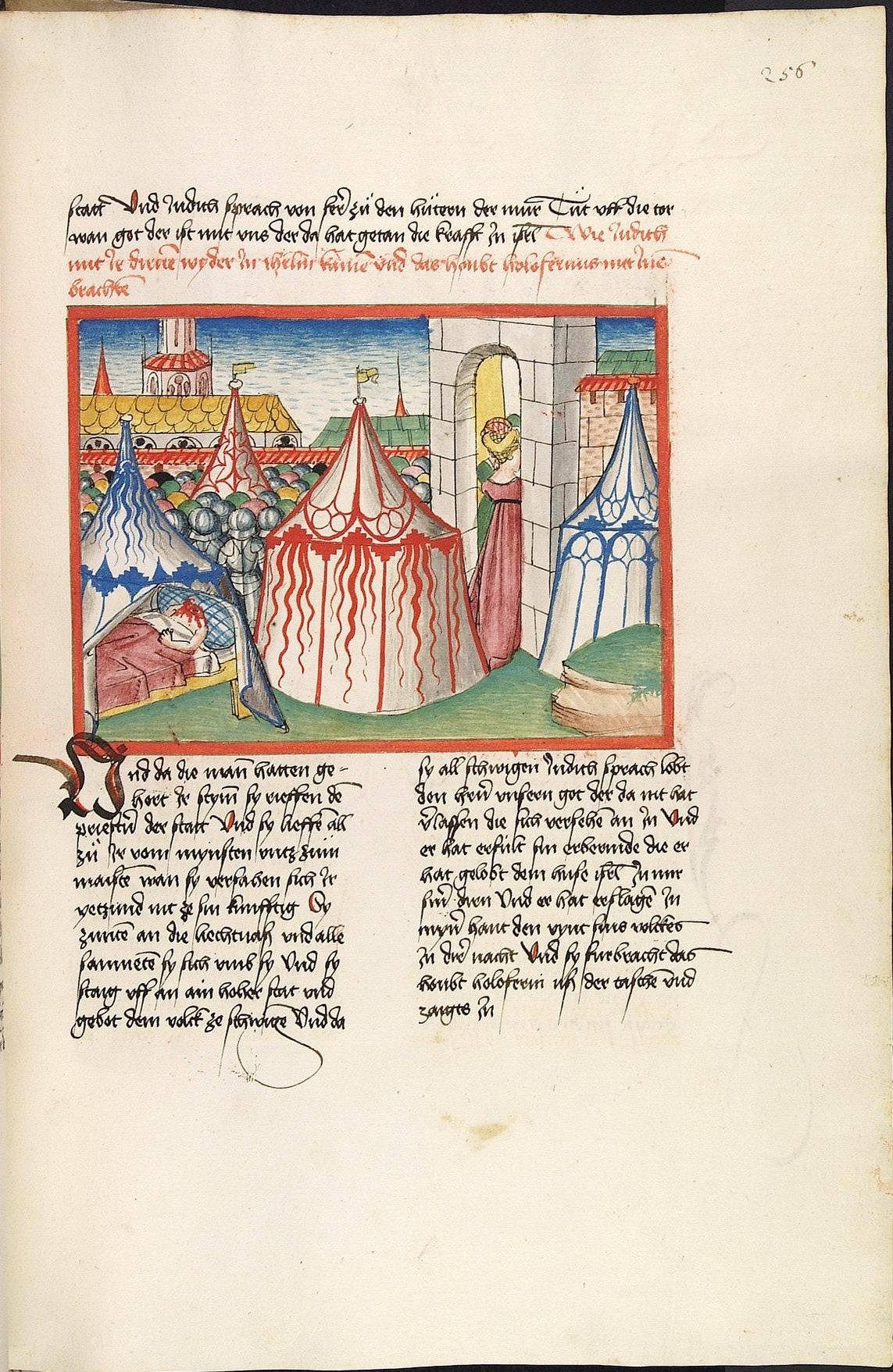
Cod. Pal. germ. 17, Blatt 256r: Buch Judit – Judit verlässt mit ihren Dienerinnen das Lager des Holofernes und kehrt in die Stadt zurück

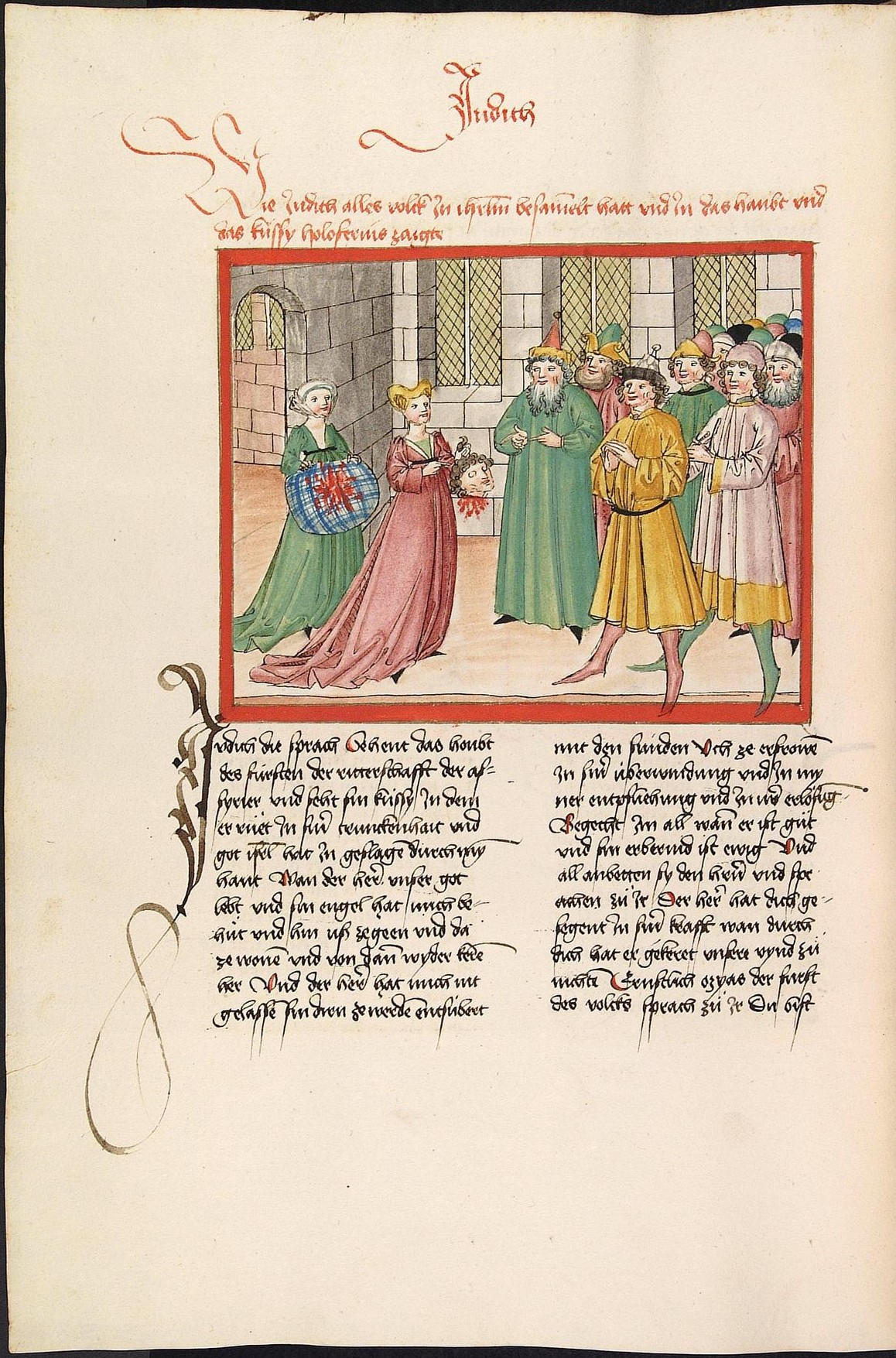
Cod. Pal. germ. 17, Blatt 256v: Buch Judit – Judit zeigt dem Volk das Haupt des Holofernes

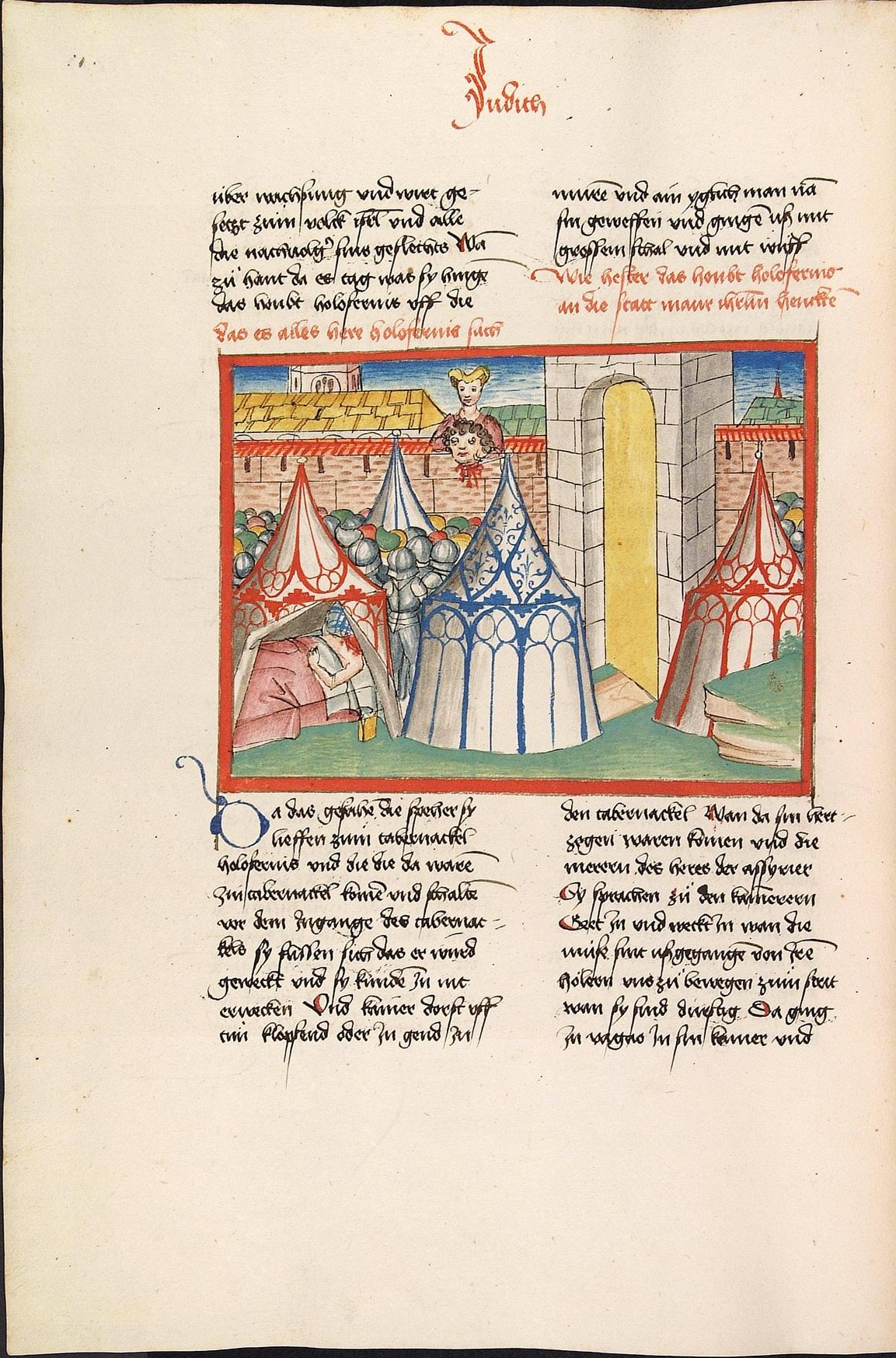
Cod. Pal. germ. 17, Blatt 257v: Buch Judit – Judit zeigt den Kopf des Holofernes auf der Stadtmauer

Der Codex ist eine Papierhandschrift mit 307 Blättern. Die Foliierung des 17. Jahrhunderts zählt dabei die mit Text beschriebenen Blätter 1–301 durch; die leeren Blätter 1*–3* und 302*–304* sind mit moderner Zählung versehen. Blatt 1 wurde bei der Neu-Einbindung in Rom versehentlich hinzugefügt, es stammt nicht aus der Werkstatt Henfflin, sondern aus der Werkstatt Diebold Lauber und gehört eigentlich als Illustration zum Prolog von Cod. Pal. germ. 20.
Die Blattgröße der Handschrift beträgt 39,6 × 27,3 cm, dabei ist ein Schriftraum von 27–28 × 15,5–16,5 cm zweispaltig beschrieben mit 30 bis 37 Zeilen pro Seite. Schriftform ist eine Bastarda von einer Hand; ein zweiter Schreiber muss möglicherweise für Blatt 276r/v angenommen werden. Bildüberschriften, Kapitelzahlen und Seitenüberschriften sind in roter Farbe ausgeführt.
Die Initialen sind in roter und blauer Farbe ausgeführt und erstrecken sich über drei bis fünf Zeilen (z. B. Blätter 2r, 72v, 142r). Sie sind mit einfachem Fleuronnée-Besatz und Ornamentik im Binnenfeld verziert, manche zusätzlich mit kleinen Profil-Fratzen (Blätter 4r, 44r, 140r und öfter). Kapitelanfänge sind mit roten, rotvioletten oder blauen Lombarden gekennzeichnet. Hinzu kommen zahlreiche Cadellen als dekorative Elemente, tintenfarben und rot.
Der Pergamenteinband wurde in Rom im 17. Jahrhundert ergänzt und mit dem Rückentitel „16/BIBLIORVM/Pars II“ versehen.

### Miniaturen
Alle drei Bände der Bibelhandschrift Cod. Pal. germ. 16–18 sind mit insgesamt 308 Miniaturen ungewöhnlich reichhaltig bebildert. Allein der hier behandelte zweite Teilband Cod. Pal. germ. 17 ist mit 139 kolorierten Federzeichnungen illustriert, regelmäßig auch auf direkt aufeinander folgenden Seiten. Die Zeichnungen sind von einem Zeichner angefertigt, Zeichner A, der auch alle anderen Handschriften der Werkstatt Henfflin ausstattete.
In der Bewertung Hans Wegeners (Beschreibendes Verzeichnis, 1927) ist die Qualität der Arbeiten des Zeichners insgesamt „recht unbedeutend“; aus seiner Sicht sind die kolorierten Zeichnungen „sorgfältig, aber sehr temperament- und phantasielos“ ausgeführt, ihn überraschen „einzelne Szenen [...] durch die Primitivität der Darstellung“. Diese Wertung ist etwas irritierend, weil Wegener ebenso hervorhebt, dass die Auftraggeberin der Bibel-Handschrift, Margarete von Savoyen, durch ihre Herkunft verwöhnt gewesen sei durch buchkünstlerisch hervorragende Darstellungen und sicher den besten Zeichner ausgewählt habe.
Die neuere Forschung hebt dagegen den unterhaltenden Charakter der Bildfolgen und die Anschaulichkeit der Darstellungen aus der Werkstatt Henfflin hervor, sieht auch das Bemühen um Perspektive gegenüber früheren elsässischen Illustratoren und betont die Richtigkeit der Proportionen bei der Figurendarstellung. Nur die Mimik wird als „weitgehend ausdruckslos“ bezeichnet, häufig zeigen die Gesichter „eine nicht zum Text passende Fröhlichkeit“. Als Besonderheit der Zeichnungen wird außerdem deren moderner narrativer Charakter beschrieben und der Detailreichtum der Darstellungen. Der Illustrator der Werkstatt Henfflin entwarf regelrecht „Illustrationszyklen“ und bediente sich vielfach des Kunstgriffs der „simultanen Illustration“, indem er aufeinander folgende Situationen einer Geschichte in einer einzigen Darstellung parallel abbildete.

## Herkunft
Die Handschrift wurde – wie die anderen beiden Teilbände der Bibel-Handschrift – 1477 von der Werkstatt des Ludwig Henfflin angefertigt, vermutlich in Stuttgart.
Auftraggeberin aller Handschriften der Werkstatt Henfflin war Margarethe von Savoyen, die in dritter Ehe mit Ulrich V., dem Grafen von Württemberg-Stuttgart, verheiratet war. Zuvor war sie in zweiter Ehe mit dem pfälzischen Kurfürsten Ludwig IV. verheiratet gewesen; das einzige Kind aus dieser Ehe, Kurfürst Philipp von der Pfalz, erbte die Handschriften nach Margaretes Tod 1479. Damit gelangten die drei Bibel-Codices wie alle Handschriften der Werkstatt Henfflin letztlich aus Stuttgart nach Heidelberg und wurden Teil der Bibliotheca Palatina.
Alle drei Handschriften sind vermutlich von einem Schreiber niedergeschrieben worden (Schreiber A), der sich ansonsten bei den Handschriften dieser Werkstatt nicht nachweisen lässt. Die Schreibsprache ist schwäbisch.
Wie die anderen Handschriften der kurfürstlich-pfälzischen Bibliotheken kam der Codex nach der Eroberung der Kurpfalz im Dreißigjährigen Krieg 1622 nach Rom in den Besitz der Vatikanischen Bibliothek und wurde mit den anderen deutschsprachigen Beständen der Palatina im Rahmen der Regelungen während des Wiener Kongresses erst 1816 nach Heidelberg zurückgeführt.

## Inhalte
Die dreibändige Bibelhandschrift Cod. Pal. germ. 16–18 ist eine Abschrift der entsprechenden Kapitel eines vollständigen Bibeldrucks, den der Buchdrucker Johannes Mentelin 1466 in Straßburg veröffentlicht hatte.  Die Mentelin-Bibel war die erste in einer Volkssprache gedruckte Bibel überhaupt, und sie ist der älteste vorlutherische Bibeldruck in frühneuhochdeutscher Sprache. Zeitgenössisch war das Werk ein „Bestseller“, obwohl die Interlinearübersetzung aus dem Latein ins Deutsche auch im 15. Jahrhundert nicht leicht verständlich war.
Cod. Pal. germ. 17, der zweite Teilband, enthält mehrere Bücher des Alten Testaments der christlichen Bibel: den zweiten Teil der biblischen Geschichtsbücher und das Buch Hiob. Im Einzelnen:
- Vorrede des Sophronius Eusebius Hieronymus zum 1. Buch der Könige (Blätter 2r–4r)[15]
  - 1. Buch der Könige (=1. Buch Samuel; Blätter 4r–44r)
  - 2. Buch der Könige (=2. Buch Samuel; Blätter 44r–72r)
  - 3. Buch der Könige (=1. Buch der Könige; Blätter 72r–104r)
  - 4. Buch der Könige (=2. Buch der Könige; Blätter 104r–149r)
- zwei Vorreden des Hieronymus zum 1. Buch Paralipomenon (Blätter 140r–142r)
  - 1. Buch Paralipomenon (=1. Buch der Chronik; Blätter 142rv–165v)
  - 2. Buch Paralipomenon (=2. Buch der Chronik; Blätter 165v–194v)
- Vorrede des Hieronymus zum 1. Buch Esra (Blätter 194v–196r)
  - 1. Buch Esra (Blätter 196rv–204v)
  - 2. Buch Esra (=Buch Nehemia; Blätter 204v–217v)
  - 3. Buch Esra (Blätter 217r–232r)
- Vorrede des Hieronymus zum Buch Tobias (Blatt 232r/v)
  - Buch Tobias (Blätter 232v–245r)
- Vorrede des Hieronymus zum Buch Judit (Blatt 245r)
  - Buch Judit (Blätter 245r–259v)
- Vorrede des Hieronymus zum Buch Ester (Blätter 259v–260v)
  - Buch Ester (Blätter 260v–274r)
- vier Prologe des Hieronymus zum Buch Hiob (Blätter 274r–276v)
  - Buch Hiob (Blätter 276v–301r)